# Censor (Antikkens Rom)
 For alternative betydninger, se Censor. (Se også artikler, som begynder med Censor)
Censor var et højt embede, et cursus honorum, i magistraten i det antikke Rom. Der var altid to censorer, som valgtes hvert femte år, men normalt kun tjente i 1½ år; deres vigtigste opgaver var at udføre en folketælling og fastsætte skatteudskrivningen.
Censorerne havde også en form for tilsyn med den offentlige moral, deraf ordets moderne betydning. Ved revisionenen af listerne over ridderstanden og senatorerne havde de magt til at erklære personer ignominia, dvs. fradømme dem navn og ære. Det var ikke juridisk bindende, da strafferet som hovedregel blev dømt på folkeforsamlingen. 
Embedet rangerede lavere end praetor og consul, men opfattedes som det højeste embede i den romerske republik. Valget af censorer foregik under ledelse af en consul, og normalt kunne kun tidligere consuler forvente at opnå valg.